# Oncideres travassosi
Oncideres travassosi là một loài bọ cánh cứng trong họ Cerambycidae.